# توپولوژی پایانی
در توپولوژی عمومی و شاخه های مرتبط با آن در ریاضیات، توپولوژی پایانی (به انگلیسی: Final Topology)  (یا هم الحاقی، قوی، هم-حدی یا الحاقی) روی مجموعه ای چون {\displaystyle X} نسبت به خانواده توابعی به {\displaystyle X}، ظریف ترین توپولوژی روی {\displaystyle X} است که این توابع را پیوسته کند. 
توپولوژی هایی که نسبت به گردایه ای از زیرفضاها همدوس هستند، آن هایی اند که برابر توپولوژی پایانی القا شده توسط نگاشت های شمول طبیعی می باشند. توپولوژی پایانی دقیقاً توپولوژی است که هر حد مستقیم در رسته فضاهای توپولوژیکی به آن مجهز بوده، و در بستر حد مستقیم ها است که توپولوژی پایانی ظهور می یابد. درحقیقت، هر مفهوم از توپولوژی های همدوس را می توان برحسب حدود مسقیم توصیف نمود.
مفهوم دوگان توپولوژی پایانی، توپولوژی آغازین است، که برای هر خانواده از مجموعه {\displaystyle X}، درشت ترین توپولوژی روی {\displaystyle X} است که این توابع را پیوسته می کند.